# Tadeusz Olsza
Tadeusz Olsza, właściwie Tadeusz Blomberg (ur. 3 grudnia 1895, zm. 1 czerwca 1975) – polski aktor filmowy, kabaretowy i sceniczny; śpiewak, tancerz, reżyser.

## Życiorys

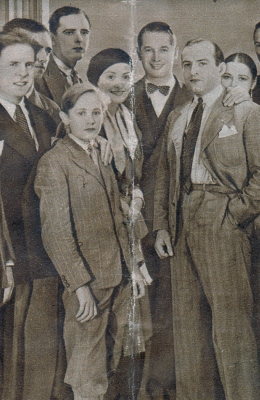
Maurice Chevalier w otoczeniu polskich artystów w Paramount w Joinville. Od lewej: reż. Ordyński, Żabczyński, Stefcio Rogulski, Carlotta Bologna, Chevalier, Olsza, Z. Grabowska

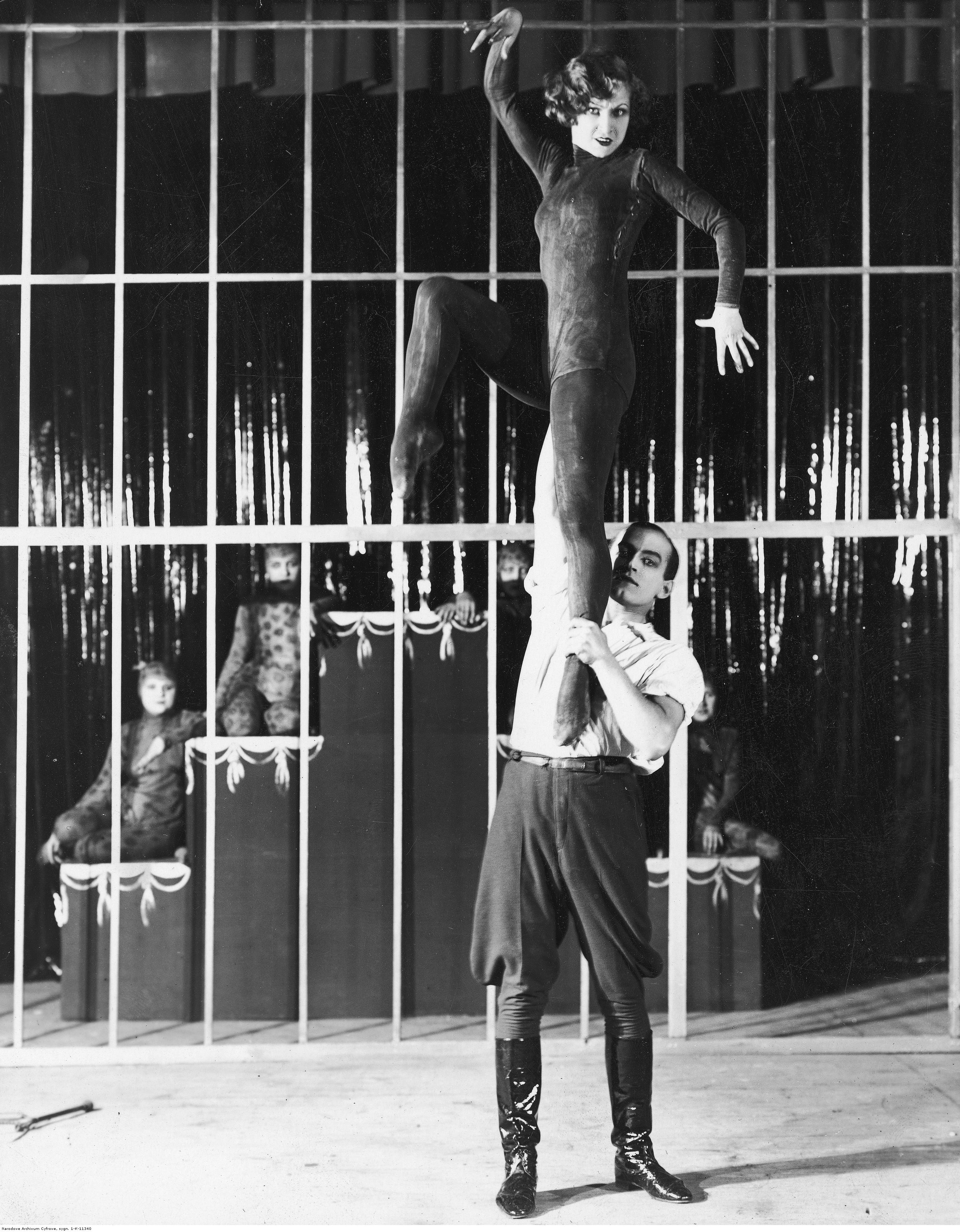
Zizi Halama i Tadeusz Olsza w rewii 1000 pięknych dziewcząt

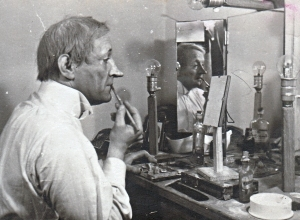
W garderobie teatru Buffo

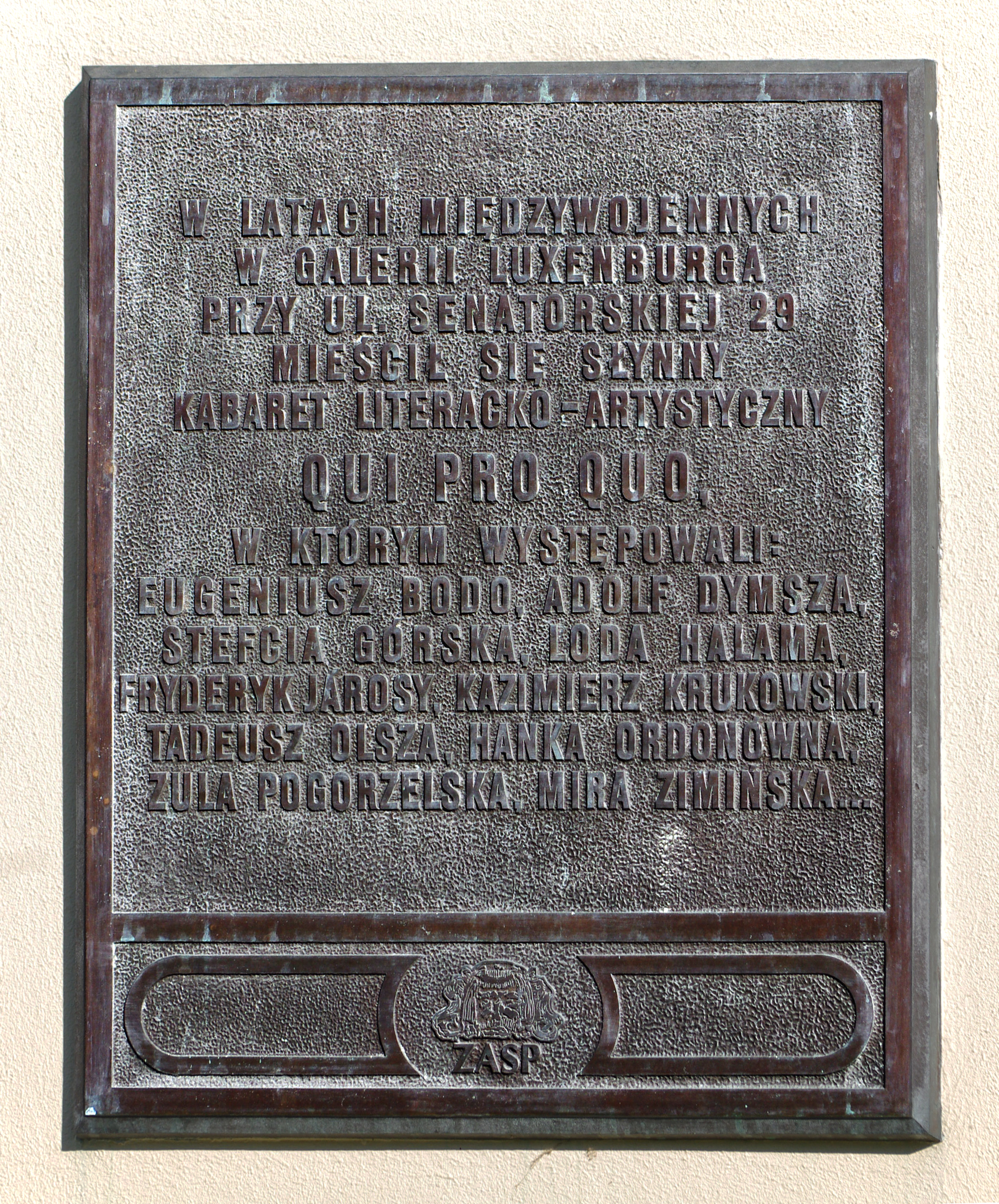
Tablica upamiętniająca teatrzyk Qui Pro Quo na Senatorskiej 29/31 w Warszawie

Był synem Andrzeja Blomberga i Bronisławy z Mianowskich, bratem aktora Michała Halicza, właśc. Leopolda Michała Blomberga.
W latach 1915–1917 uczył się śpiewu w Konserwatorium Warszawskim. W 1921 zdał eksternistyczny egzamin aktorski w ZASP-ie.
Był jednym z najpopularniejszych aktorów kabaretowych i rewiowych Warszawy. Od 1921 występował w warszawskich kabaretach: „Stańczyk”, „Karuzela”, „Stara Banda”, „Qui Pro Quo” (gdzie m.in. zasłynął piosenką „Dymek z papierosa”), „Perskie Oko”, „Morskie Oko”, w Operetce „Nowości”, w „Cyruliku Warszawskim”. Był wykonawcą przeboju „Ja mam ciocię na Ochocie”; parodiował także premiera Felicjana Sławoja Składkowskiego.
Odnosił sukcesy jako wykonawca piosenek i monologów, był także tancerzem (partner Lody Halamy i Zizi Halamy w rewii „Tysiąc pięknych dziewcząt”). Znany był na warszawskich scenach jako „najlepszy tancerz tanga”. m.in. dzięki wykonaniu tango-apache ze Stanisławą Nowicką.
Na ekranie debiutował w 1918 epizodami w filmach niemieckich: Mater Dolorosa i Jugendliebe, a od 1921 występował w polskich filmach, takich jak m.in.: Uwiedziona, Krzyk w nocy, O czym się nie mówi (1924, reż. J. Galewski, M. Krawicz), Głos serca (1930, Les Studios Paramount, Joinville-le-pont, Val-de-Marne, France) oraz Antek policmajster (1935, reż. M. Waszyński), Jaśnie pan szofer (1935, reż. K. Tom), Jego wielka miłość (1936, reż. S. Perzanowska, M. Krawicz). Brał udział w licznych audycjach radiowych, niemal od początku istnienia Polskiego Radia.
Sierpień 1939 (tuż przed atakiem Niemiec na Polskę) zastał Tadeusza Olszę w Orłowie. Na wieść o mobilizacji wrócił do Warszawy, gdzie zgłosił się do Komendy Uzupełnień i został zmobilizowany 24 sierpnia. Po kampanii wrześniowej znalazł się w Rumunii, gdzie w Bukareszcie występował w przedstawieniu Uciekła mi przepióreczka, wystawionym przez Zespół Artystów Warszawskich.
W 1940 przedostał się przez Jugosławię do Paryża, a po klęsce Francji w 1940 do Anglii. Służył w Polskich Siłach Zbrojnych w Szkocji, gdzie w latach 1941–1943 zorganizował i prowadził półzawodowy Teatr Polowy I Brygady Strzelców. Brał też udział w objazdowych występach dla wojska i dla Polonii.
Po powrocie do kraju w 1946 występował w krakowskim kabarecie „Siedem Kotów”, a od lutego 1947 w teatrach warszawskich: „Muzyczny Dom Wojska Polskiego”, gdzie zasłynął kreacjami epizodyczno-charakterystycznymi w premierze Żołnierz Królowej Madagaskaru (napisany przez Juliana Tuwima), potem w „Buffo” i „Syrenie” (1948–1971).
W czasie kontraktu z Syreną prezentował monologi i wykonywał piosenki w kabarecie Szpak (założonym przez Zenona Wiktorczyka w maju 1954); równocześnie stale współpracował z Polskim Radiem i Telewizją (Kabaret Starszych Panów). Występował na krajowych estradach, reżyserował spektakle rewiowe, m.in. Cud w Buffo i Żebyśmy tylko zdrowi byli.
W 1959 Uchwałą Rady Państwa Tadeusz Olsza został odznaczony Krzyżem Komandorskim Orderu Odrodzenia Polski. W 1966 Komitet FJN nadał Olszy Odznakę Tysiąclecia za działalność społeczną w obchodach Tysiąclecia Państwa Polskiego. W 1965 otrzymał tytuł członka zasłużonego ZASP-u oraz Złotą odznakę honorową „Za Zasługi dla Warszawy”. W tym samym roku, 24 października, obchodził jubileusz 45-lecia, a 16 września 1971 – 50-lecia pracy artystycznej.
Rozczarowany klimatem politycznym i rozgoryczony coraz bardziej jawnymi ograniczeniami artystycznymi, wyemigrował do Wielkiej Brytanii w lutym 1972, gdzie wraz z żoną i najbliższą rodziną mieszkał do śmierci.